# Kabel kategorie 5

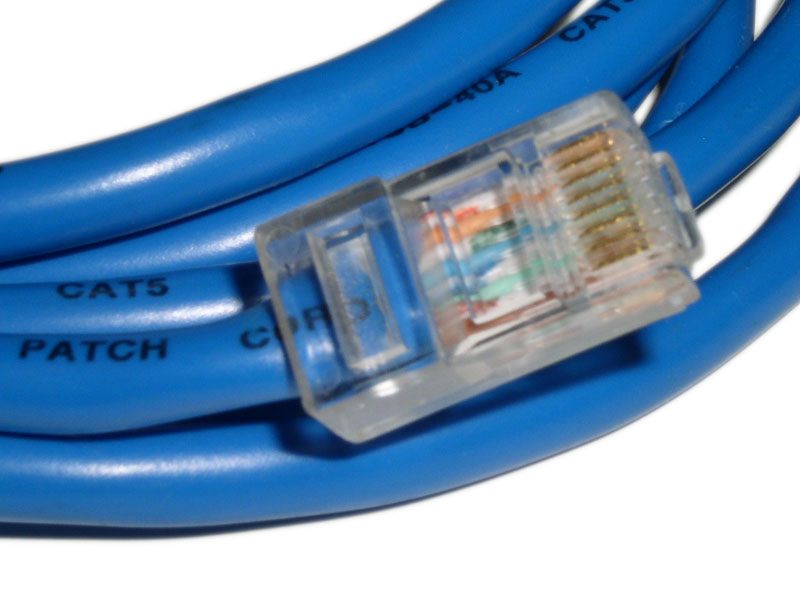
Kabel kategorie 5 s T568B zapojením

Kabel kategorie 5 (Cat 5) využívá pro přenos signálu kroucenou dvojlinku. Používá se ve strukturované kabeláži pro počítačové sítě jako Ethernet. Kabel standardně přenáší frekvenci až 100 MHz a je vhodný pro použití v těchto typech Ethernetu: 10BASE-T, 100BASE-TX (Fast Ethernet), a 1000BASE-T (Gigabitový Ethernet). Kabel kategorie 5 lze rovněž použít pro přenos telefonního signálu nebo videa.
Většinou se používají UTP (Unshielded Twisted Pair) – nestíněné kroucené páry, které díky svým vlastnostem (každý ze 4 párů je kroucen, má jinou stoupavost, mírně jinak) eliminují vlivy okolního elektromagnetického rušení. Ve speciálních případech (blízko velkých zdrojů rušení – elektromotory, vedení vysokého napětí atd.) je možné nasadit i STP (Shielded Twisted Pair) – stíněné kroucené páry, které mají mezi páry a vnějším pláštěm celistvý hliníkový obal, který se na koncích uzemní (je třeba i speciálních konektorů) a tím se zamezí vniknutí rušení. Typicky ale není třeba stíněné STP kabely nasazovat a používají se jen nestíněné UTP.
Kategorie 5 byla nahrazena specifikací kategorie 5e (anglicky: enhanced, rozšířené).

## Standardy kabelu
Specifikace pro kabel kategorie 5 je definována v normě ANSI/TIA/EIA-568-A, v oddílu TSB-95. Tyto normy vymezují charakteristiky a zkušební požadavky na kabel pro frekvence až 100 MHz. Druhy kabelů, konektorů a topologie kabeláže potom definuje norma TIA/EIA-568-B. Pro připojení kabelů kategorie 5 se téměř vždy používají modulární konektory 8P8C známé jako RJ-45. Kabely se do konektoru zapojují podle schémat T568A nebo T568B. Obě dvě fungují stejně (schéma T568B má malou výhodu, je lepší než T568A, v Near End Cross Talk (NEXT) margins) a dají se použít v rámci stejné sítě, avšak na obou koncích jednoho kabelu musí být vždy použito totožné schéma zapojení.
Kabel kategorie 5 obsahuje čtyři páry vodičů, z nichž každý má jiný (ale přesně daný) počet zákrutů na metr kvůli minimalizaci tzv. přeslechů mezi jednotlivými páry. I přesto, že běžně obsahují kabely pouze 4 páry, specifikace kategorie 5 toto množství přesně nevymezuje. V páteřních sítích se proto používají kabely až o 100 párech. Toto využití symetrického vedení signálu zaručuje jak vysokou odolnost proti rušení z externích zdrojů, tak minimalizaci přeslechů mezi jednotlivými páry.
Kabel se vyrábí ve formě s laněnými (licna) nebo plnými (drát) vodiči. V laněné formě je kabel pružnější a vydrží více ohýbání. Vodiče s plným jádrem se používají zejména v rozvodech strukturované kabeláže (propojení zásuvky na zdi s patch panelem), laněné vodiče se pak používají spíše pro připojení jednotlivých počítačů k Ethernetovým zásuvkám.
Přesnou kategorii použitého kabelu lze snadno určit pomocí potisku na straně kabelu.

### Poloměr ohybu
Většinu kabelů kategorie 5 lze bezpečně ohýbat v poloměru přibližně čtyřikrát převyšujícím vnější průměr kabelu.

### Maximální délka segmentu
Podle standardu ANSI/TIA/EIA pro měděný kabel kategorie 5e (TIA/EIA 568-5-A) je maximální délka jednoho segmentu 100 m. Pokud je zapotřebí delší segment, je nutno použít aktivní síťový prvek jako switch nebo opakovač. Specifikace pro 10BASE-T sítě určuje maximální délku 100 m mezi aktivními zařízeními, což umožňuje délku plného vodiče až 90 m s 5 m pro přípojky a konektory na každé straně.

### Kategorie 5 vs. 5e
Kategorie 5e přináší oproti kategorii 5 přísnější nároky na splnění standardu a vyšší požadovanou odolnost proti přeslechům. Díky tomu dosahuje kabel kategorie 5e lepších vlastností. Šířka pásma je u obou kategorií stejná — 100 MHz, avšak kategorie 5e využívá všechny 4 páry vodičů a je tak vhodná i pro Gigabitový Ethernet.

## Využití
Tento typ kabelu se využívá pro strukturovanou kabeláž počítačových sítí, např. u Ethernetu. Šířka pásma standardního kabelu dosahuje 100 MHz a hodí se pro 10BASE-T, 100BASE-TX (Fast Ethernet), a 1000BASE-T (Gigabitový Ethernet).
Kabeláž kategorie 5 nejčastěji využívají rychlejší verze ethernetových sítí, jako např. 100BASE-TX a 1000BASE-T. Ethernetové sítě 10BASE-T a 100BASE-TX vyžadují zapojené dva páry vodičů, 1000BASE-T potom vyžaduje páry čtyři.
Kategorie 5 se rovněž používá pro přenos video a telefonního signálu. V některých případech může jeden kabel přenášet vícero signálů; jediný kabel kategorie 5 dokáže přenášet dvě běžné telefonní linky a zároveň 100BASE-TX Ethernet. Pro vícelinková telefonní připojení se používá standard USOC/RJ-61.

## Charakteristiky
| Vlastnost                                        | Jmenovitá hodnota | Odchylka | Jednotka |
| ------------------------------------------------ | ----------------- | -------- | -------- |
| Charakteristická impedance při 100 MHz           | 100               | ±15      | Ω        |
| Jmenovitá charakteristická impedance při 100 MHz | 100               | ±5       | Ω        |
| Stejnosměrný odpor smyčky                        | ≤ 0.188           |          | Ω/m      |
| Rychlost šíření                                  | 0,64              |          | c        |
| Zpoždění šíření signálu                          | 4,80-5,30         |          | ns/m     |
| Skupinové zpoždění signálu <100 MHz              | <0,20             |          | ns/m     |
| Kapacita při 800 Hz                              | 52                |          | pF/m     |
| Indukčnost                                       | 525               |          | nH/m     |
| Mezní kmitočet                                   | ≤ 57              |          | kHz      |
| Maximální namáhání při instalaci                 | 100               |          | N        |
| Průměr drátu                                     | 0,51054; 0,205    |          | mm;mm²   |
| Tloušťka izolace                                 | 0,245             |          | mm       |
| Maximální proud na vodič                         | 0,577             |          | A        |
| Provozní teplota                                 | -55 až +60        |          | °C       |
| Maximální provozní napětí                        | 125               |          | V        |

### Izolace
Vnější izolace je typicky z PVC nebo z LSOH.
| Zkratka | Materiál                     |
| ------- | ---------------------------- |
| PVC     | Polyvinylchlorid             |
| PE      | Polyethylen                  |
| PE      | Pěnový polyethylen           |
| PTFE    | Teflon/Polytetrafluorethylen |

### Délky jednotlivých kroucení
Střídáním délky jednotlivých kroucení je docíleno omezení tzv. přeslechů bez ovlivnění charakteristické impedance.
|  | Barva páru | 1 zákrut na [cm] | Zákrutů na 1 m |
|  | ---------- | ---------------- | -------------- |
|  | Zelená     | 1.53             | 65.2           |
|  | Modrá      | 1.54             | 64.8           |
|  | Oranžová   | 1.78             | 56.2           |
|  | Hnědá      | 1.94             | 51.7           |

### Odolnost vůči prostředí
Některé kabely jsou odolné vůči UV záření, takže mu mohou být vystaveny bez rizika jejich poškození. Jako potahová vrstva se obvykle používá PVC.
Každý kabel se vzduchovou výplní může ve vlhkém prostředí nasávat vlhkost, především pokud je kabel veden mezi interiérem a exteriérem. Teplý a vlhký vzduch může uvnitř chladnějších částí kabelu ve venkovním prostředí způsobovat kondenzaci. Tomu je nutno předejít např. utěsněním konců kabelu. Některé kabely jsou vhodné pro přímé uložení do země, to však vyžaduje, aby byl kabel vyplněn gelem, aby se zabránilo pronikání vlhkosti.
Při použití kabelu ve stožárech nebo věžích je třeba věnovat zvýšenou pozornost vertikálnímu vedení kabelů tak, aby nedošlo k průsaku vody do citlivého zařízení po kabelu. Tomu lze předejít vytvořením prověšení v dolní části kabelu.
Existují i opláštěné kabely pro použití např. ve stropních podhledech, které se pomaleji zahřívají a při hoření produkují méně kouře než kabely potažené PVC. To se rovněž promítá do nároků na přítomnost automatického hasicího systému, který tak již nemusí být zapotřebí.
V prostředí, v němž se nachází zařízení vysílající rádiové vlny a v němž může docházet k elektromagnetickému rušení, je vhodné používat stíněné kabely (FTP/STP). Tyto kabely se také dají použít na místech, kde je potřeba snížit riziko odposlechu.